# Исхак
Исха́к (араб. إسحاق‎) — исламский пророк, второй сын Ибрахима, отождествляется с библейским Исааком. Упоминается в Коране. Пророк Исхак был послан к народам Палестины и Сирии.

## История
Его матерью была Сара. На протяжении многих лет она не могла родить детей и поэтому Ибрахим женился на её служанке Хаджар. Хаджар родила сына Исмаила. В связи с ревностью Сары, Аллах повелел пророку Ибрахиму отвести их в пустыню и оставить там.
Спустя некоторое время Аллах даровал Ибрахиму и Саре сына, о предстоящем рождении которого ему сообщили ангелы. В суре «Ас-Саффат» рассказано о даровании Ибрахиму «кроткого юноши» и сне, в котором Аллах требует от него принести сына в жертву. Пророк Ибрахим был готов выполнить приказание, но Аллах заменил его жертву бараном. Так Аллах испытал своего пророка. История о жертвоприношении сына пророка Ибрахима восходит к библейскому рассказу, но имя сына не названо. Согласно кораническому контексту, им может быть как старший сын Исмаил (Измаил), так и Исхак. Большинство комментаторов Корана утверждало, что этим сыном был Исмаил, но были и те, кто видели в нём Исхака.
После смерти Ибрахима, или даже возможно ещё при его жизни, Аллах избрал Исхака пророком. Исхак призывал население Палестины и Сирии к вере в Аллаха и судил на основании законов, переданных Аллахом пророку Ибрахиму. У Исхака родились сыновья Ийс (Исав) и Якуб (Иаков). Ийс женился на дочери пророка Исмаила и Аллах наградил его многими благами и многочисленным потомством. Якуб также как и его отец был избран пророком. Многие израильские пророки были его потомками.
Аллах даровал Исхаку способность творить чудеса. Однажды во время проповедования в Иерусалиме (Кудсе) от Исхака потребовали сдвинуть горы, доказав тем самым свою пророческую миссию. Исхак выполнил требование людей после возведения мольбы к Аллаху.
Исхак, возможно, умер в Палестине в возрасте 120 лет.